# Rita Streich

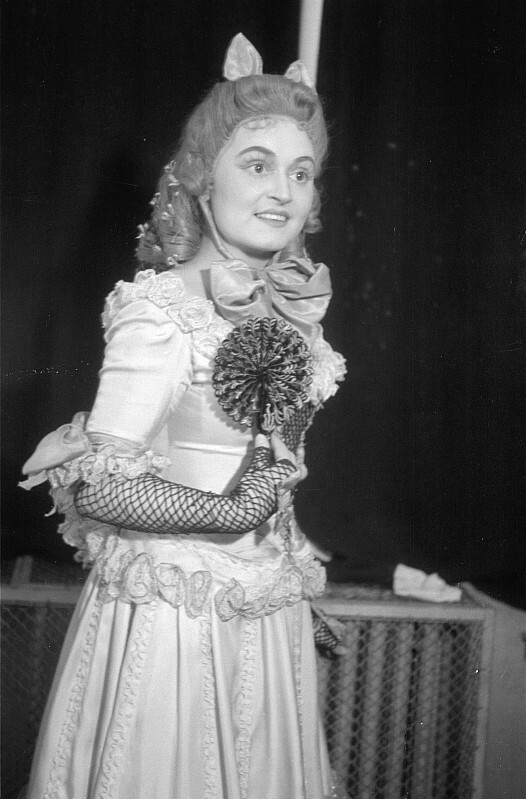
Rita Streich als Olympia in der Oper Hoffmanns Erzählungen, 1946

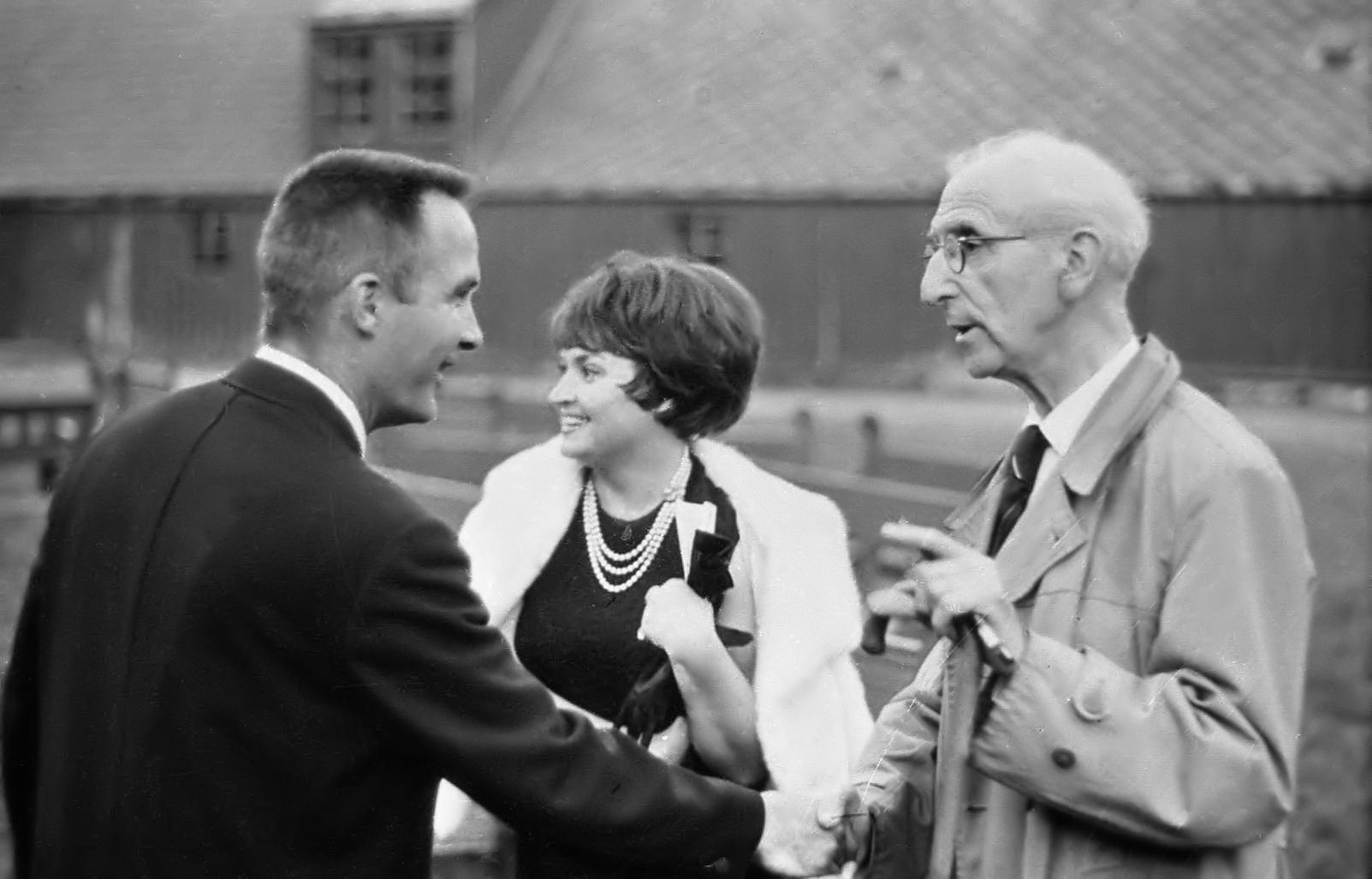
Rita Streich (Mitte), etwa 1967

Rita Streich (* 18. Dezember 1920 in Barnaul, Gouvernement Altai, Sowjetrussland, heute Region Altai, Russland; † 20. März 1987 in Wien) war eine deutsche Opernsängerin (Koloratursopran). Sie wurde als Wiener Nachtigall bezeichnet und als Mozart- und Strauss-Interpretin gerühmt.

## Leben
Rita Streichs Vater war als deutscher Kriegsgefangener des Ersten Weltkrieges in Sibirien interniert. Ihre Mutter war Russin. Nach der Entlassung des Vaters aus der Kriegsgefangenschaft zog die Familie nach Deutschland, zuerst nach Essen, dann nach Jena. Rita wurde zweisprachig erzogen, was für ihre spätere Karriere äußerst hilfreich war. Ihre Stimme ließ sie in Augsburg und Berlin ausbilden. Zu ihren Lehrern zählten Paula Klötzer, Willi Domgraf-Fassbaender, Erna Berger, die sie entdeckte und förderte, und Maria Ivogün.
Ihr Debüt als Opernsängerin gab sie 1943 am Stadttheater von Aussig in der Rolle der Zerbinetta in der Oper Ariadne auf Naxos von Richard Strauss. Drei Jahre später bekam sie ihr erstes festes Engagement an der Deutschen Staatsoper in Berlin. Der Oper in Berlin gehörte sie bis 1952 an und wechselte folgend an die Wiener Staatsoper. 1953 lieh sie für den Film Die Stärkere ihre Singstimme der Schauspielerin Antje Weisgerber.

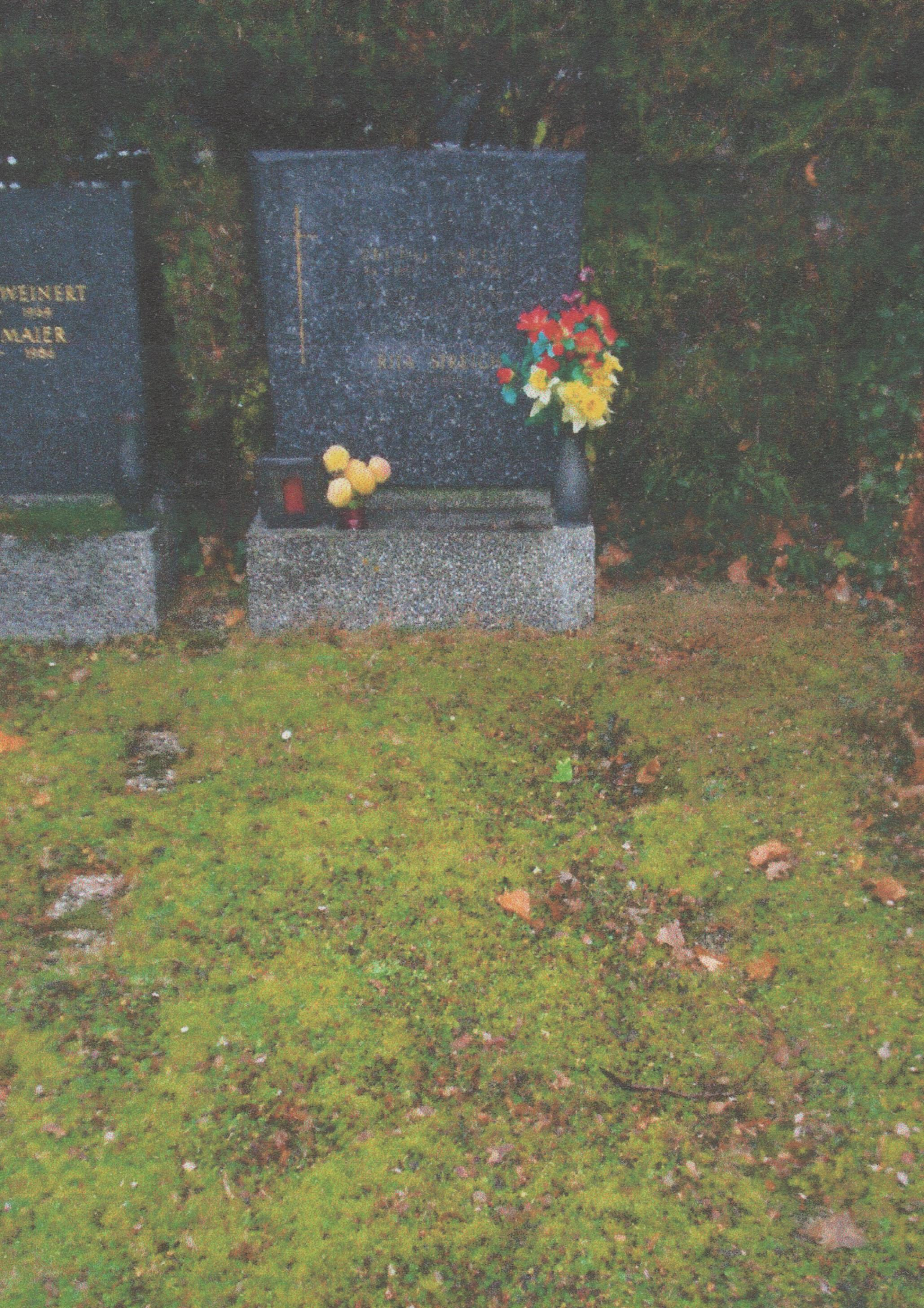
Grabstätte von Rita Streich

Gastauftritte führten die Künstlerin nach Bayreuth, Salzburg, Rom, an die Mailänder Scala, nach Covent Garden, Chicago, Aix-en-Provence und Glyndebourne. 1957 unternahm sie eine ausgedehnte Tournee durch Nordamerika und gastierte dabei auf allen bedeutenden Bühnen u. a. an der San Francisco Opera.
Ab 1974 lehrte Rita Streich an der Essener Folkwang-Hochschule und an der Musikakademie in Wien, ab 1983 gab sie während der Salzburger Festspiele Meisterklassen und leitete zudem das Centre du Perfectionnement d'art lyrique in Nizza.
Zu ihrem Repertoire gehörten u. a. Partien aus Idomeneo, Così fan tutte, Die Entführung aus dem Serail, Die Zauberflöte, Die Hochzeit des Figaro, Der Rosenkavalier, Ariadne auf Naxos, Der Freischütz und Don Giovanni. Da sie zweisprachig aufgewachsen war, konnte sie auch die Werke russischer Komponisten wie Rimski-Korsakow beinahe akzentfrei singen.
Darüber hinaus war Rita Streich eine hervorragende Interpretin der klassischen Operette. Schon am Anfang ihrer Karriere gehörten die Adele in der Fledermaus oder die Fiametta in Boccaccio zu ihrem Repertoire und war sie in Querschnitten der Firma Polydor unter Franz Marszalek zu hören. Später (in den sechziger Jahren) entstanden Aufnahmen, die Rita Streich mit dem Tenor Nicolai Gedda zusammenführten (Der Zigeunerbaron, Eine Nacht in Venedig, Der Zarewitsch und Der Bettelstudent).
Rita Streich starb an einem Gehirntumor. Ihr Grab befindet sich auf dem Perchtoldsdorfer Friedhof bei Wien.

## Diskografie (Auswahl)
Portraits und Lieder
- Rita Streich – The Viennese Nightingale (Deutsche Grammophon)
- Volkslieder und Wiegenlieder (Deutsche Grammophon)
- Schubert Lieder (Deutsche Grammophon 1960)
- Opera Recital (Deutsche Grammophon 1966)
- Rita Streich singt unvergängliche Melodien (Deutsche Grammophon)
- Erfolge aus dem Gitta-Alpar-Repertoire (Polydor)

Oper
Georges Bizet:
- Die Perlenfischer – in deutscher Sprache – Besetzung: Rita Streich (Leila), Jean Löhe (Nadir), Dietrich Fischer-Dieskau (Zurga), Wilhelm Lang (Nourabad), RIAS-Kammerchor, RIAS-Sinfonieorchester, Artur Rother (Dirigent). Aufgenommen in Berlin (November 1950). (Walhall)

Engelbert Humperdinck:
- Hänsel und Gretel (Deutsche Grammophon)

Wolfgang Amadeus Mozart:
- Bastien und Bastienne (Deutsche Grammophon)
- Die Entführung aus dem Serail (Deutsche Grammophon)
- Die Zauberflöte (Deutsche Grammophon)

Giacomo Puccini:
- La Bohème – in deutscher Sprache (Deutsche Grammophon)

Richard Strauss:
- Ariadne auf Naxos (EMI)
- Der Rosenkavalier (Deutsche Grammophon)

Operette
Johann Strauss:
- Die Fledermaus (EMI und Audite)

Franz von Suppe:
- Boccaccio (Membran)